# Pas de Bleu
Le Pas de Bleu est un fromage à pâte persillée belge d'origine flamande.

## Histoire
Le Pas de Bleu est un fromage à pâte persillée et à pâte molle belge d'origine flamande. Il est produit par la coopérative Het Hinkelspel, qui a été fondé en 1981 par trois amis gantois,. Sans aucune expérience dans la fabrication du fromage mais avec beaucoup de désir et d'ambition, ils ont décidé de maîtriser le métier de fromager.
En 2012, il est utilisé par le chef étoilé français Raymond Blanc dans l’élaboration de ses menus pour l’Eurostar.
En 2017, il est repris, avec le Grevenbroecker, le Chèvre Aurélie, le Herve du Vieux Moulin et 16 autres fromages artisanaux, dans le guide Fromages d'artisans en Belgique publié par le fromager-affineur Julien Hazard et le journaliste Michel Verlinden aux éditions Racine.

## Conception
Le fromage est produit à partir de lait cru de vache de haute qualité,,. Le respect de l'animal et de la nourriture qui lui est donnée est une priorité pour Het Hinkelspel, ce qui conduit automatiquement à la production biologique,.
L'aspect bleu caractéristique du fromage est obtenu grâce à l'ajout de Penicillium roqueforti, une moisissure qui est ajoutée sous forme lyophilisée au lait cru de vache,.
Le Pas de Bleu est un fromage à pâte molle et persillée au goût moyen à fort. Il est affiné pendant 6 semaines, répondant à un cahier des charges précis pour garantir sa qualité. Il est recouvert d'une croûte sombre non-comestible.

## Dégustation
Le Pas de Bleu offre des saveurs distinctes, salée et épicée. Sa maturation, au cours de laquelle se forment le goût et la texture douce, dure entre huit semaines et trois mois. Plus la maturation est longue, plus le goût est prononcé.

## Conservation
Le Pas de Bleu se conserve environ 3 à 4 semaines au réfrigérateur. Il est recommandé de le conserver à une température de 4 à 6 °C.